# Aeroportul Wanzhou Wuqiao
Aeroportul Wanzhou Wuqiao (IATA: WXN, ICAO: ZUWX) este un aeroport din Chongqing, Republica Populară Chineză ce deservește zona Q28795286⁠(d). Aeroportul a fost tranzitat în 2022 de 605.582 de pasageri.
Situat la o altitudine de 567 m, aeroportul dispune de o singură pistă.